# Premis Harvey
Els Premis Harvey són un reconeixement en el món del còmic. Reben el seu nom per l'escriptor Harvey Kurtzman (1924–1993), i varen ser fundats per Gary Groth, president de l'editorial Fantagraphics. Són la continuació dels Premis Kirby (interromputs l'any 1987).
Les nominacions als Premis Harvey s'obtenen mitjançant una votació oberta entre professionals del món del còmic. Els guanyadors es seleccionen en una darrera votació entre cinc finalistes de cada categoria.
Els Harvey ja no continuen associats a l'editorial Fantagraphics. El comitè executiu dels premis està format per voluntaris, i els premis són finançats per patrocinadors.
D'ençà de les seves primeres edicions, els premis han estat presentats a diferents convencions de fans com la Chicago Comicon, la Dallas Fantasy Fair, Wondercon, la Pittsburgh Comicon, el MoCCA Festival, i la Baltimore Comic-Con.

## Història
Els Premis Harvey foren creats com un guardó votat únicament per professionals (al contrari dels Comics Buyer's Guide Fan Awards i els Eagle Awards, on també hi poden votar els fans). Els nous premis han establert noves categories respecte als seus predecessors (els Premis Kirby), incloent guardons per entintat, color i disseny de producció.
Els Premis Harvey varen ser finançats inicialments per Fantagraphics, el distribuidor de Texas Lone Star Comics, i la Eastern Region Comic Book Retailers Association (ERCBRA). Fantagraphics va establir la relació amb Harvey Kurtzman, va dissenyar les butlletes, i compilà la llista de correus electrònics de més de 1.000 professionals del còmic. Els treballadors de Lone Star Comics eren els encarregats de fer el recompte de vots.
Les nominacions per a la primera edició dels Premis Harvey van ser anunciats el maig de 1988 i presentades al Chicago Comicon el juliol de 1988.
La Dallas Fantasy Fair va ser la seu dels premis de l'any 1989 fins a la desaparició de la fira el 1996. La presentació de l'edició de 1993 es feu poc després de la mort de Kurtzman. Durant el cap de setmana s'organitzaven diferents esdeveniments amb l'objectiu de recaptar fons per assegurar la continuïtat dels premis. Degut a la cancel·lació de darrer moment de la Dallas Fantasy Fair el juliol de 1996, l'entrega de premis fou suspesa i aquests s'enviaren per correu als guanyadors.
Les edicions dels premis Harvey del 1997 al 1999 es dugueren a terme a la WonderCon. Del 2000 al 2002 es presentaren a la Pittsburgh Comicon, amb Evan Dorkin com a mestre de cerimònies. Jeff Smith va fer el discurs d'obertura el 2000, i Frank Miller el 2001, en el qual va criticar la indústria especulativa del còmic, en particular de Wizard magazine. Va acabar el seu discurs esqueixant-ne un exemplar. Tony Millionaire va ser l'encarregat d'obrir els premis el 2002. El 2003, a causa de la cancel·lació de la participació de Neil Gaiman, els retalls de finançament forçaren a cancel·lar la cerimònia i el banquet (programat per la Pittsburg Comicon). Així i tot, es comunicaren els guanyadors dels premis.
A les edicions de 2004 i 2005, la presentació es va dur a terme al Festival Museum of Comic and Cartoon Art MoCCA a Nova York.
El 2006, els actes de presentació foren traslladats  a la Comic-Con de Baltimore,. on es van celebrar anualment fins al 2016. Durant aquesta etapa, Paul McSpadden va exercir com a administrador dels Premis Harvey.
A partir del 7 d'octubre de 2017, la cerimònia del premi Harvey es va traslladar a la New York Comic Con.

## Categories
Els premis són donats fora en les categories següents:
- Millor guionista
- Millor artista
- Millor dibuixant
- Millor entintador
- Millor retolista
- Millor colorista
- Millor dibuixant de portada
- Millor sèrie nova
- Millor sèrie limitada o contínua
- Millor historieta
- Millor àlbum gràfic millor (interromput després 1990)
- Millor àlbum gràfic original
- Millor reedició d'àlbum gràfic
- Millor antologia
- Millor Tira
- Millor presentació biogràfica, històrica o periodística
- Millor edició americanade material estranger
- Millor projecte de reimpressió domèstic
- Millor nou talent
- Millor treball online
- Premi especial de l'humor
- Premi especial per Excel·lència (Presentació/Producció)
- Premi a la millor carrera
- El saló de la fama de Jack Kirby